# Grand Prix Nizozemska 1974
Grand Prix Nizozemska 1974 (oficiálně XXII Grote Prijs van Nederland) se jela na okruhu Circuit Zandvoort v Zandvoortu v Nizozemsku dne 23. června 1974. Závod byl osmým v pořadí v sezóně 1974 šampionátu Formule 1.

## Závod
| Poř.   | No. | Jezdec               | Konstruktér       | Počet kol | Čas/Odstoupení           | Pořadí na startu | Body |
| ------ | --- | -------------------- | ----------------- | --------- | ------------------------ | ---------------- | ---- |
| 1      | 12  | Niki Lauda           | Ferrari           | 75        | 1:43:00.35               | 1                | 9    |
| 2      | 11  | Clay Regazzoni       | Ferrari           | 75        | + 8.25                   | 2                | 6    |
| 3      | 5   | Emerson Fittipaldi   | McLaren-Ford      | 75        | + 30.27                  | 3                | 4    |
| 4      | 33  | Mike Hailwood        | McLaren-Ford      | 75        | + 31.29                  | 4                | 3    |
| 5      | 3   | Jody Scheckter       | Tyrrell-Ford      | 75        | + 34.28                  | 5                | 2    |
| 6      | 4   | Patrick Depailler    | Tyrrell-Ford      | 75        | + 51.52                  | 8                | 1    |
| 7      | 28  | John Watson          | Brabham-Ford      | 75        | + 1:13.95                | 13               |      |
| 8      | 1   | Ronnie Peterson      | Lotus-Ford        | 73        | + 2 kola                 | 10               |      |
| 9      | 8   | Rikky von Opel       | Brabham-Ford      | 73        | + 2 kola                 | 23               |      |
| 10     | 10  | Vittorio Brambilla   | March-Ford        | 72        | + 3 kola                 | 15               |      |
| 11     | 2   | Jacky Ickx           | Lotus-Ford        | 71        | + 4 kola                 | 18               |      |
| 12     | 7   | Carlos Reutemann     | Brabham-Ford      | 71        | + 4 kola                 | 12               |      |
| DSQ    | 22  | Vern Schuppan        | Ensign-Ford       | 69        | Ilegální výběr pneumatik | 17               |      |
| Ret    | 6   | Denny Hulme          | McLaren-Ford      | 65        | Zapalování               | 9                |      |
| Ret    | 37  | François Migault     | BRM               | 60        | Převodovka               | 25               |      |
| Ret    | 20  | Arturo Merzario      | Iso-Marlboro-Ford | 54        | Převodovka               | 21               |      |
| Ret    | 27  | Guy Edwards          | Lola-Ford         | 36        | Palivový systém          | 14               |      |
| Ret    | 17  | Jean-Pierre Jarier   | Shadow-Ford       | 28        | Spojka                   | 7                |      |
| Ret    | 14  | Jean-Pierre Beltoise | BRM               | 18        | Převodovka               | 16               |      |
| Ret    | 26  | Graham Hill          | Lola-Ford         | 16        | Převodovka               | 19               |      |
| Ret    | 15  | Henri Pescarolo      | BRM               | 15        | Zacházení                | 24               |      |
| Ret    | 19  | Jochen Mass          | Surtees-Ford      | 8         | Převodovka               | 20               |      |
| Ret    | 24  | James Hunt           | Hesketh-Ford      | 2         | Kolize                   | 6                |      |
| Ret    | 16  | Tom Pryce            | Shadow-Ford       | 0         | Kolize                   | 11               |      |
| Ret    | 9   | Hans-Joachim Stuck   | March-Ford        | 0         | Nehoda                   | 22               |      |
| DNQ    | 23  | Tim Schenken         | Trojan-Ford       |           |                          |                  |      |
| DNQ    | 21  | Gijs Van Lennep      | Iso-Marlboro-Ford |           |                          |                  |      |
| Zdroj: |     |                      |                   |           |                          |                  |      |

## Průběžné pořadí po závodě
Pohár jezdců
| Pořadí | Jezdec             | Body |
| ------ | ------------------ | ---- |
| 1      | Emerson Fittipaldi | 31   |
| 2      | Niki Lauda         | 30   |
| 3      | Clay Regazzoni     | 28   |
| 4      | Jody Scheckter     | 23   |
| 5      | Mike Hailwood      | 12   |
| Zdroj: |                    |      |

Pohár konstruktérů
| Pořadí | Konstruktér  | Body    |
| ------ | ------------ | ------- |
| 1      | McLaren-Ford | 42 (44) |
| 2      | Ferrari      | 39      |
| 3      | Tyrrell-Ford | 27      |
| 4      | Lotus-Ford   | 13      |
| 5      | Brabham-Ford | 10      |
| Zdroj: |              |         |